# Mitsubishi H-60
La série des Mitsubishi H-60 est composée d'hélicoptères bimoteurs-turbomoteurs basée sur la famille des Sikorsky S-70 et modifiée pour les besoins des Forces japonaises d'autodéfense par Mitsubishi. Le SH-60J/K/L est la version anti-sous-marin de patrouille pour la force maritime d'autodéfense japonaise, 128 prévus en service en 2030 et l'UH-60J est une version de recherche et de sauvetage. L'UH-60JA est une version utilitaire pour la force terrestre d'autodéfense japonaise.

## Conception et développement

### SH-60J
Mise en service en 1991, il est spécialisé dans la lutte anti-sous-marine et l'équipement électronique de recherche encombre la cabine.
Il est initialement armé uniquement de deux torpilles légères Mk46.
La mise en place d'une mitrailleuse pour des missions plus polyvalente nécessite le déchargement d'une partie de l'équipement.
Le séisme de 1995 à Kobe a montré la nécessité d'une plus grande polyvalence des hélicoptères en cas de catastrophes.

### SH-60K
75 prévu, 71 construit en mai 2021.

### UH-60J
Hélicoptère spécialisé pour la recherche et le sauvetage peint dans une palette de couleurs haute visibilité rouge et blanche avec des pièces fluo. En service de décembre 1991 au 24 juillet 2024. Au minimum 40 construits pour la force maritime d'autodéfense japonaise.

### SH-60L
Le prototype XSH-60L effectue son premier vol le 12 mai 2021. L’appareil se distingue par un nouveau sonar, des nouveaux équipements de communication, une boite de transmission principale améliorée et la capacité d'être armé de missiles antinavires AGM-84 Harpoon. Le chantier de modernisation d'une partie des SH-60K et celui d’assemblage des nouveaux SH-60L doit débuter au second semestre 2023.

## Variantes
- S-70B-2 : Version achetée à Sikorsky pour la recherche par l'Agence de défense ;
- XSH-60J : Prototype pour le SH-60J. Deux XSH-60J ont été exportés par Sikorsky.